# Мйодуси-Літва
Мйодуси-Літва (пол. Miodusy-Litwa) — село в Польщі, у гміні Високе-Мазовецьке Високомазовецького повіту Підляського воєводства.
Населення — 54 особи (2011).
У 1975-1998 роках село належало до Ломжинського воєводства.

## Демографія
Демографічна структура станом на 31 березня 2011 року:
|          | Загалом | Допрацездатний вік | Працездатний вік | Постпрацездатний вік |
| -------- | ------- | ------------------ | ---------------- | -------------------- |
| Чоловіки | 24      | 9                  | 12               | 3                    |
| Жінки    | 30      | 7                  | 15               | 8                    |
| Разом    | 54      | 16                 | 27               | 11                   |